# Пасифая (спътник)
Вижте пояснителната страница за други значения на Пасифая.
Пасифая е естествен спътник на Юпитер открит през 1908 г. от Филибер Жак Мелот. Носи името на Пасифая — жената на Минос и майка на Минотавъра от древногръцката митология. Дава името на Група на Пасифая — група от спътници на ретроградна орбита около Юпитер на разстояния от 22,8 и 24,1 Gm и имащи инклинация от 144,5° до 158,3°.
Името Пасифая е установено през 1975 г. Преди това спътникът е бил известен като Сатурн 8. Понякога е наричан Посейдон.
За първи път е наблюдаван на 28 февруари 1908 г. в Гринуичката обсерватория на фотографски плаки. Впоследствие е открит и на плаки от 27 януари същата година. Пасифая получава предварителното означение 1908 CJ преди да бъде установено на 10 април със сигурност че е спътник на Юпитер, а не астероид.